# Dark Sky Island
Dark Sky Island ist das achte Studioalbum der irischen Sängerin Enya aus dem Jahr 2015.

## Hintergrund
Dark Sky Island erschien erstmals am 20. November 2015 durch das Musiklabel Warner Bros. Records. Die Veröffentlichung erfolgte zunächst auf CD, am 11. Dezember 2015 folgte die Veröffentlichung als Vinylplatte. Am Tag der Erstveröffentlichung erschien das Album auch als Deluxe-Version mit drei Bonustiteln.
Als einzige Singleauskopplung erschien bereits am 9. Oktober 2015 der Titel Echoes in Rain. Um das Album im deutschsprachigen Raum zu bewerben, erfolgte unter anderem ein Liveauftritt während der Echoverleihung 2016.

## Titelliste
| #   | Titel                     | Länge |
| --- | ------------------------- | ----- |
| 1.  | The Humming               | 3:45  |
| 2.  | So I Could Find My Way    | 4:26  |
| 3.  | Even in the Shadows       | 4:14  |
| 4.  | The Forge of the Angels   | 5:14  |
| 5.  | Echoes in Rain            | 3:35  |
| 6.  | I Could Never Say Goodbye | 3:29  |
| 7.  | Dark Sky Island           | 4:57  |
| 8.  | Sancta Maria              | 3:51  |
| 9.  | Astra et Luna             | 3:21  |
| 10. | The Loxian Gate           | 3:34  |
| 11. | Diamonds on the Water     | 3:35  |
| 12. | Solace                    | 3:58  |
| 13. | Pale Grass Blue           | 3:34  |
| 14. | Remember Your Smile       | 2:57  |

## Kommerzieller Erfolg

### Chartplatzierungen
| ChartsChartplatzierungen       | Höchstplatzierung | Wochen |
| ------------------------------ | ----------------- | ------ |
| Deutschland (GfK)              | 3 (23 Wo.)        | 23     |
| Irland (IRMA)                  | 7 (10 Wo.)        | 10     |
| Österreich (Ö3)                | 6 (12 Wo.)        | 12     |
| Schweiz (IFPI)                 | 2 (21 Wo.)        | 21     |
| Vereinigte Staaten (Billboard) | 8 (9 Wo.)         | 9      |
| Vereinigtes Königreich (OCC)   | 4 (19 Wo.)        | 19     |

| ChartsJahrescharts (2015)    | Platzierung |
| ---------------------------- | ----------- |
| Deutschland (GfK)            | 36          |
| Schweiz (IFPI)               | 63          |
| Vereinigtes Königreich (OCC) | 29          |

| ChartsJahrescharts (2016)      | Platzierung |
| ------------------------------ | ----------- |
| Schweiz (IFPI)                 | 41          |
| Vereinigte Staaten (Billboard) | 191         |

### Auszeichnungen für Musikverkäufe
Dark Sky Island erhielt weltweit sieben Goldene- und eine Platin-Schallplatte für über 450.000 verkaufte Einheiten verliehen. Quellen zufolge soll es sich über 903.000 Mal verkauft haben.
| Land/Region                  | Auszeichnungen für Musikverkäufe (Land/Region, Auszeichnung, Verkäufe) | Verkäufe |
| ---------------------------- | ---------------------------------------------------------------------- | -------- |
| Australien (ARIA)            | Gold                                                                   | 35.000   |
| Belgien (BRMA)               | Gold                                                                   | 15.000   |
| Deutschland (BVMI)           | Gold                                                                   | 100.000  |
| Kanada (MC)                  | Gold                                                                   | 40.000   |
| Neuseeland (RMNZ)            | Gold                                                                   | 7.500    |
| Schweiz (IFPI)               | Gold                                                                   | 15.000   |
| Ungarn (MAHASZ)              | Platin                                                                 | 2.000    |
| Vereinigte Staaten (RIAA)    | —                                                                      | 136.000  |
| Vereinigtes Königreich (BPI) | Gold                                                                   | 100.000  |
| Insgesamt                    | 7× Gold · 1× Platin ·                                                  | 450.500  |

Hauptartikel: Enya/Auszeichnungen für Musikverkäufe